# Sarmatium
Sarmatium is een geslacht van kreeftachtigen uit de klasse van de Malacostraca (hogere kreeftachtigen).

## Soorten
- Sarmatium crassum Dana, 1851
- Sarmatium germaini (A. Milne-Edwards, 1869)
- Sarmatium hegerli Davie, 1992
- Sarmatium striaticarpus Davie, 1992
- Sarmatium unidentatum Davie, 1992